# Bainville (Montana)
Bainville es un pueblo ubicado en el condado de Roosevelt en el estado estadounidense de Montana. En el Censo de 2010 tenía una población de 208 habitantes y una densidad poblacional de 78,81 personas por km².

## Geografía
Bainville se encuentra ubicado en las coordenadas 48°8′21″N 104°13′11″O / 48.13917, -104.21972. Según la Oficina del Censo de los Estados Unidos, Bainville tiene una superficie total de 2.64 km², de la cual 2.64 km² corresponden a tierra firme y (0%) 0 km² es agua.

## Demografía
Según el censo de 2010, había 208 personas residiendo en Bainville. La densidad de población era de 78,81 hab./km². De los 208 habitantes, Bainville estaba compuesto por el 85.58% blancos, el 0% eran afroamericanos, el 11.06% eran amerindios, el 0% eran asiáticos, el 0% eran isleños del Pacífico, el 0% eran de otras razas y el 3.37% pertenecían a dos o más razas. Del total de la población el 0.48% eran hispanos o latinos de cualquier raza.